# Stroudia incuriosa
Stroudia incuriosa är en stekelart som beskrevs av Giordani Soika 1989. Stroudia incuriosa ingår i släktet Stroudia och familjen Eumenidae. Inga underarter finns listade i Catalogue of Life.